# Hot Dance/Pop Songs

Logotipo de Billboard.

El Hot Dance/Pop Songs es un listado de popularidad musical publicado semanalmente por la revista Billboard en los Estados Unidos. Anunciada el 10 de diciembre de 2024, la lista se publicó oficialmente por primera vez durante la edición del 18 de enero de 2025. De acuerdo con Billboard, el método de clasificación de la lista se basa en reproducciones y ventas en los Estados Unidos, medidas por Luminate, además de impresiones de audiencia en radio recopiladas por Mediabase. Desde la creación de la lista, la canción que más semanas se mantuvo en el primer puesto es «Abracadabra» de Lady Gaga con un total de dieciocho semanas.

## Antecedentes y criterios de la lista
A partir de la edición del 18 de enero de 2025, Billboard implementó una reestructuración en sus listas de música dance, estableciendo nuevos criterios de elegibilidad para la lista Hot Dance/Electronic Songs y lanzando la nueva Hot Dance/Pop Songs. Mientras que la primera seguirá incluyendo canciones interpretadas principalmente por DJs o productores con una producción electrónica predominante, la segunda se enfocará en canciones con «voces, melodías y estribillos orientados al dance, interpretados por artistas que no pertenecen exclusivamente al género».
Ambas listas utilizan la misma metodología de clasificación, basada en reproducciones en streaming (audio y video), ventas físicas y digitales, y audiencias de radio, con datos recopilados por Luminate y Mediabase. Además del lanzamiento de esta nueva lista, Billboard presentó los rankings Dance/Pop Songwriters y Dance/Pop Producers, que medirán el desempeño de compositores y productores en función de su participación en canciones dentro de la Hot Dance/Pop Songs.

## Estadísticas de la lista

### Canciones con más semanas en el número uno
| Semanas | Canción          | Artista                              | Año(s) | Ref.  |
| ------- | ---------------- | ------------------------------------ | ------ | ----- |
| 18      | «Abracadabra»    | Lady Gaga                            | 2025   | [ 3 ] |
| 6       | «How It's Done»  | Huntr/x: Ejae, Audrey Nuna y Rei Ami | 2025   |       |
| 4       | «It's OK I'm OK» | Tate McRae                           | 2025   | [ 4 ] |